# Classic Queen
Classic Queen je kompilacijski album britanskog rock sastava "Queen" objavljen 10. ožujka 1992. godine za američko tržište, povodom izdavanja filma "Wayne's World". Na albumu se nalazi 17 pjesama koje se uglavnom nalaze i na kompilacijama "Greatest Hits" i "Greatest Hits II". 

## Popis pjesama
1. A Kind of Magic (singl) (Taylor) - 4:23
2. Bohemian Rhapsody (Mercury) - 5:59
3. Under Pressure (Mercury - May - Taylor - Deacon - Bowie) - 4:02
4. Hammer to Fall (May) - 3:38
5. Stone Cold Crazy (Deacon - May - Mercury - Taylor) - 2:14
6. One Year of Love (Deacon) - 4:26
7. Radio Ga Ga (Taylor) 	- 5:49
8. I'm Going Slightly Mad (Mercury - Peter Straker) - 4:21
9. I Want It All (May) - 4:01
10. Tie Your Mother Down (May) - 3:44
11. The Miracle (singl) (Mercury) - 5:02
12. These Are the Days of Our Lives (Taylor) - 4:14
13. One Vision (Taylor - Deacon - May - Mercury) - 5:08
14. Keep Yourself Alive (May) - 3:47
15. Headlong (May) - 4:38
16. Who Wants to Live Forever (May) - 5:13
17. The Show Must Go On (May - Mercury) - 4:31

## Pjesme
1. A Kind of Magic (Taylor) - Objavljena 1986. godine na albumu A Kind of Magic.
2. Bohemian Rhapsody (Mercury) -  Objavljena 1975. godine na albumu A Night at the Opera.
3. Under Pressure (Mercury - May - Taylor - Deacon - Bowie) - Objavljena 1981. godine na albumu Hot Space.
4. Hammer to Fall (May) - Objavljena 1984. godine na albumu The Works.
5. Stone Cold Crazy (Deacon - May - Mercury - Taylor) - 	Objavljena 1974. godine na albumu Sheer Heart Attack
6. One Year of Love (Deacon) - Objavljena 1986. godine na albumu A Kind of Magic.
7. Radio Ga Ga (Taylor) 	- Objavljena 1984. godine na albumu The Works.
8. I'm Going Slightly Mad (Mercury - Peter Straker) - Objavljena 1991. godine na albumu Innuendo.
9. I Want It All (May) - Objavljena 1989. godine na albumu The Miracle.
10. Tie Your Mother Down	(May) - Objavljena 1976. godine na albumu A Day at the Races.
11. The Miracle (Mercury) - Objavljena 1989. godine na albumu The Miracle.
12. These Are the Days of Our Lives (Taylor) - Objavljena 1991. godine na albumu Innuendo.
13. One Vision (Taylor - Deacon - May - Mercury) - Objavljena 1986. godine na albumu A Kind of Magic.
14. Keep Yourself Alive (May) - Objavljena 1973. godine na albumu Queen
15. Headlong (May) - Objavljena 1991. godine na albumu Innuendo.
16. Who Wants to Live Forever (May) - Objavljena 1986. godine na albumu A Kind of Magic.
17. The Show Must Go On (May - Mercury) - Objavljena 1991. godine na albumu Innuendo.

- Pjesme "Under Pressure", "The Miracle" i "One Vision" su prerađene i remiksirane na ovoj kompilaciji.